# 小渕前首相をしのぶ
『小渕前首相をしのぶ』（おぶちぜんしゅしょうをしのぶ）は、2000年5月15日にNHKで放送された番組である。前日の2000年5月14日に死去した当時の前内閣総理大臣・小渕恵三を偲び、ゆかりの人物が小渕の思い出を語り合うという内容であった。

## 総合司会
- 川端義明（当時NHKアナウンサー）

## ゲスト
肩書きはいずれも当時。
- 橋本龍太郎（小渕の前任の内閣総理大臣・衆議院議員）
- 堤義明（西武鉄道会長）
- 樋口廣太郎（アサヒビール名誉会長・経済戦略会議議長）
- 浅利慶太（劇団四季代表）

## 放送時間
- 23:00 - 23:40（JST）